# Закон на Мърфи
Според Закона на Мърфи между две, на теория равновероятни събития, в крайна сметка по-вероятно се оказва онова, което довежда до неблагоприятни резултати. Класическата му формулировка гласи: „Ако нещо може да се обърка, то ще се обърка!“
Името си законът дължи на Едуард Мърфи, капитан във военновъздушната база „Едуардс“ в Мърок, Калифорния. Относно неговия произход, в предговора на издадената през 1977 г. книга „Законът на Мърфи“ авторът ѝ Артър Блох цитира писмото на Джордж И. Никълс – завеждащ отдел „Надеждност и качество“ по проекта „Викинг“ към Лаборатория за реактивни двигатели – НАСА:
| „ | Това се случи през 1949 г. във военновъздушната база „Едуардс“ в Мърок, Калифорния, по време на осъществяването на проекта на военновъздушните сили под номер MX 981. Става въпрос за полевите изпитания на здравина при катастрофа, провеждани от полк. Дж. П. Стап в базата „Норт“. Изпълнител на договора, сключен с военномедицинската лаборатория на летище „Райт“, бе компанията „Нортроп еъркрафтс“. Моя милост бе ръководител на проекта в „Нортроп“. Този, на когото е кръстен законът, бе капитан Ед Мърфи, инженер-конструктор от Лабораторията по летателни апарати на летище „Райт“. Досадата от неправилното функциониране на един лентов енергопредавател, дължащо се на погрешно включени проводници към клемите на динамометъра, го накара да възкликне: „Ако изобщо има някакъв начин да го направи не както трябва, той непременно ще го направи!“. Капитан Мърфи имаше предвид техника, който беше объркал клемите в лабораторията. Аз дадох на това изявление и на свързаните с него вариации названието „Закон на Мърфи“. Няколко седмици след „кръщаването“, по време на една пресконференция полк. Стап посочи, че нашата добра репутация в областта на безопасността по време на няколкогодишните изпитания на здравина чрез симулиране на катастрофа се дължи на твърдата вяра в „Закона на Мърфи“ и на последователните ни усилия да избегнем неизбежното. Беше просто невероятно колко широко започна да се цитира законът в рекламите на различни производители в разстояние само на няколко месеца – и така „Законът на Мърфи“ заживя свой собствен живот и бясно набираше скорост. | “ |

Законите на Мърфи представляват сбор от (псевдо) философски твърдения и наблюдения с песимистичен уклон относно несъществуващи в официалната наука принципи, които най-общо казано действат в природата и регулират човешките (в частност – професионалните и служебните) взаимоотношения.
Сред законите най-точно отразяващи „Мърфи философията“ могат да бъдат посочени:
- „Майката природа е „кучка““.
- „Когато всичко изглежда, че върви добре, значи очевидно пропускате нещо“.
- „Всяко решение поражда нови проблеми“.
- Законът на Гъмперсън – „Вероятността нещо да се случи е обратнопропорционална на неговата желателност“.
- Теоремата на Гинсбърг – „Не можеш да спечелиш. Не можеш да завършиш наравно. Не можеш дори да излезеш от играта“.
- Законът на Пудър – „Всичко, което започва добре, свършва зле. Всичко, което започва зле, свършва още по-зле“.
- Нереципрочният закон на очакванията – „Неблагоприятните очаквания водят до неблагоприятни резултати. Благоприятните очаквания водят до неблагоприятни резултати“.
- Несъкрушимо оптимистичният принцип на IBM – „Машините би трябвало да работят, хората би трябвало да мислят“.
- Коментарът на О'Тул върху закона на Мърфи – „Мърфи е бил оптимист“.[1]

В България аналог на законите на Мърфи са повече или по-малко популярните в разговорния език изрази „принцип на всеобщата гадост“ и „закони на Марко Тотев“.